# Сингх, Кунвар Дигвиджай
Кунвар Дигвиджай Сингх (англ. Kunwar Digvijay Singh; 2 февраля 1922, Барабанки, Британская Индия — 27 марта 1978, Лакхнау) — индийский хоккеист на траве, нападающий. Двукратный олимпийский чемпион 1948 и 1952 годов.

## Биография
Кунвар Дигвиджай Сингх родился 2 февраля 1922 года в городе Барабанки в Британской Индии (сейчас в Индии). 
Учился в правительственной средней школе в Барабанки и в колледже «Каньякубж Интер» в Лакхнау.
В 1937 году впервые сыграл за сборную колледжа по хоккею на траве, а также выступал за ЛИА из Лакхнау, в одном из матчей показав яркую игру против олимпийского чемпиона Сайеда Мухаммада Хуссейна. Впоследствии защищал цвета Соединённых провинций.
В 1939—1959 годах выступал за Уттар-Прадеш.
В 1946 году дебютировал в сборной Индии во время тура по Афганистану. В 1947 году стал лучшим снайпером национальной команды во время тура по Восточной Африке: с 70 мячами он обошёл даже лидера команды Дхиана Чанда, у которого было 62 гола.
В 1948 году вошёл в состав сборной Индии по хоккею на траве на летних Олимпийских играх в Лондоне и завоевал золотую медаль. Играл на позиции нападающего, провёл 5 матчей, забил 4 мяча (два в ворота сборной Австрии, по одному — Испании и Нидерландам). Был вице-капитаном команды.
В 1949 году стал капитаном сборной Индии.
В 1952 году вошёл в состав сборной Индии по хоккею на траве на летних Олимпийских играх в Хельсинки и завоевал золотую медаль. Играл на позиции нападающего, провёл 3 матча, забил 2 мяча (по одному в ворота сборных Австрии и Нидерландов). Был капитаном команды.
В 1953 году получил «Хелмс Трофи» как лучший хоккеист мира. Был первым индийцем, получившим этот приз. В 1958 году правительство Индии удостоило его награды Падма Шри.
На поле Сингха отличали скоростная игра и яркий дриблинг, он был плеймейкером команды.
По окончании игровой карьеры работал тренером. В 1966 году тренировал сборную Индии во время турне по Гонконгу, в 1972 году — на летних Олимпийских играх в Мюнхене, где она завоевала бронзу.
Занимался общественной деятельностью. Входил в состав Всеиндийского совета по спорту, Совета железных дорог, Ассоциации стрелкового оружия Индии, комитета по защите дикой природы Уттар-Прадеш.
Умер 27 марта 1978 года в индийском городе Лакхнау, после того как случайно выстрелил в себя из собственного оружия во время его чистки. Есть предположение, что Сингх покончил с собой, столкнувшись с личными проблемами.

## Семья
Отец — Райбахадур Тхакур Шри Рагхунатх Сингх, индийский адвокат, общественный деятель, теннисист.

## Память
В Барабанки именем Сингха названа улица.
Стадионы в Барабанки и Лакхнау названы именем Кунвара Дигвиджая Сингха Бабу.
В 2018 году в Индии вышел художественный фильм «Золото» по мотивам выступления сборной Индии по хоккею на траве на Олимпиаде в Лондоне. Кунвар Дигвиджай Сингх стал прототипом хоккеиста Рагхубира Пратапа Сингха, роль которого сыграл Амит Садх.